# Trace Memory
Trace Memory, ou Another Code: Two Memories (アナザーコード ２つの記憶 Anazā Kōdo Futatsu no Kioku?) é um jogo de video game de aventura desenvolvido pela Cing e publicado pela Nintendo para o Nintendo DS. Um segundo jogo da série, Gateway of Memory foi anunciado para o console Nintendo Wii em 2 de outubro de 2008.

## História
A protagonista do jogo é Ashley Mizuki Robbins, uma menina de 13 anos de idade que foi criada pela tia, Jessica, por ter seus pais desaparecidos quando ela tinha três anos de idade. Ela acredita que eles morreram, mas dois dias antes do seu aniversário de quatorze anos, ela recebe um pacote. Dentro, existia uma carta do seu pai e uma pequena máquina. A carta dizia que ele estaria esperando por ela na ilha chamada Blood Edward, localizada fora de costa de Washington, Estados Unidos. No dia seguinte, antes de seu aniversário, Jessica e Ashley navegaram ao redor da ilha em um barco, mas o pai dela não estava lá para encontrá-la. Jessica o procura, mas não retorna, Ashley se aventura na procura de ambos desaparecidos. Ao se aventurar na ilha, Ashley se torna amiga de "D", um fantasma que perdeu as memórias. Juntos eles entram na mansão Edward, procurando por respostas para as suas dúvidas.

## Personagens
- Ashley Mizuki Robins: É a protagonista da história, uma jovem curiosa de treze anos. Se dirige a ilha de Blood Edward para procurar por seu pai, que se dava por morto. Em seu caminhos estão diversos obstáculos, mais está decidida de encontrar o pai, para que ele conte a verdade.
- Richard Robins: Um cientista e pai de Ashley. Trabalha com investigações na área de biomédica no mesmo laboratório que sua esposa Sayoko. Desaparecido por onze anos, se pós em contato com Ashley para encontra-la em uma ilha misteriosa.
- Sayoko Robins: É a mãe de Ashley. Uma brilhante neurobióloga japonesa.
- Jessica Robins: É a irmã mais nova de Richard e professora de química de um instituto. Por ser a única parente de Richard viva, foi posta para cuidar de Ashley. Mesmo aparentando saber todo o segredo dois pais de Ashley, por alguma razão não que desvendar o segredo.
- D.: É um fantasma de um menino que morreu há 57 anos na ilha Blood Edward. Não se lembra de nada de seu passado. Conhece Ashley quando estava na busca de seu pai e decide acompanhar a garota e tentar recuperar a memória.
- Bill: Pouco se sabe a respeito, mas fez parte do experimento Another junto com Sayoko, aparece em momentos cruciais do jogo.
- Capitão: É o capitão de uma pequena embarcação que transporta Ashley e Jessica até a ilha Blood Edward. Pouco se sabe sobre o seu passado.

## Jogabilidade
Os jogadores navegam no jogo utilizando a tela de botões para se movimentar enquanto a tela de cima mostra imagens de cada área. Os jogadores utilizam a touchscreen e o microfone para resolver puzzles.

### DAS/DTS
Os DAS, sigla de "Dual Another System" (ou DTS "Dual Trace System" na versão Norte Americana) é um aparelho portátil misterioso que o pai de Ashley enviou a ela com a carta informando que estaria vivo. Tem semelhança a um Nintendo DS. Possui diversas utilizações:
- Tira, salva e manipula fotos salvas para resolver pistas.
- Lê cartões DAS/DTS, o quais são cartões de memória flash que guardam informações.
- Ativa o Another I (Trace I) e Another II (Trace II) .
- Vê informações dos intens.
- Carrega e salva o jogo.

## Recepção
Notas dadas ao jogo por sites e revistas especializadas:
| Agregador      | Pontuação | Referências |
| -------------- | --------- | ----------- |
| Nintendo Power | 85        | [ 1 ]       |
| GameSpot       | 72        | [ 2 ]       |
| 1UP.com        | 65        | [ 3 ]       |
| IGN            | 60        | [ 4 ]       |

## Ligações Externas
- Ficha do jogo no GameStart
- Ficha do jogo no DSClube
- Detonado do jogo